# Campionati mondiali di sollevamento pesi 1953
I Campionati mondiali di sollevamento pesi 1953, 30ª edizione della manifestazione, si svolsero a Stoccolma dal 26 al 30 agosto 1953, e furono considerati validi anche come 35° campionati europei di sollevamento pesi.

## Titoli in palio
| Categoria            | Eventi      |
| -------------------- | ----------- |
| Pesi gallo           | 56 kg       |
| Pesi piuma           | 60 kg       |
| Pesi leggeri         | 67.5 kg     |
| Pesi medi            | 75 kg       |
| Pesi massimi leggeri | 82.5 kg     |
| Pesi mediomassimi    | 90 kg       |
| Pesi massimi         | Oltre 90 kg |

## Risultati
Ai campionati parteciparono 70 atleti rappresentanti di 19 nazioni. Sette di queste entrarono nel medagliere. Inoltre in questa edizione si stabilirono tre record del mondo, nei pesi leggeri, medi e massimi leggeri.
| Evento      | Oro | Oro   | Argento | Argento | Bronzo | Bronzo |
| ----------- | --- | ----- | --- | ------- | --- | ------ |
| 56 kg       | [[File: Flag of the Soviet Union (1936 – 1955).svg\|class=noviewer\| Unione Sovietica (bandiera)\|border\|20x16px]] Ivan Udodov      | 315,0 | Kamal Mahgoub | 295,0   | Karel Saitl | 280,0  |
| 60 kg       | [[File: Flag of the Soviet Union (1936 – 1955).svg\|class=noviewer\| Unione Sovietica (bandiera)\|border\|20x16px]] Nikolaj Saksonov | 337,5 | [[File: Flag of the Soviet Union (1936 – 1955).svg\|class=noviewer\| Unione Sovietica (bandiera)\|border\|20x16px]] Rafaėl' Čimiškjan | 332,5   | Einar Eriksson | 307,5  |
| 67.5 kg     | Peter George | 370,0 | [[File: Flag of the Soviet Union (1936 – 1955).svg\|class=noviewer\| Unione Sovietica (bandiera)\|border\|20x16px]] Dmitrij Ivanov    | 365,0   | Khalifa Said Gouda | 355,0  |
| 75 kg       | Tommy Kono | 407,5 | Dave Sheppard | 397,5   | [[File: Flag of the Soviet Union (1936 – 1955).svg\|class=noviewer\| Unione Sovietica (bandiera)\|border\|20x16px]] Jurij Duganov | 382,5  |
| 82.5 kg     | [[File: Flag of the Soviet Union (1936 – 1955).svg\|class=noviewer\| Unione Sovietica (bandiera)\|border\|20x16px]] Arkadij Vorob'ëv | 430,0 | [[File: Flag of the Soviet Union (1936 – 1955).svg\|class=noviewer\| Unione Sovietica (bandiera)\|border\|20x16px]] Trofim Lomakin    | 427,5   | Stanley Stanczyk | 415,0  |
| 90 kg       | Norbert Schemansky | 442,5 | Mohamed Ibrahim Saleh | 400,0   | Mohamed Ali Abdel Kerim | 385,0  |
| Oltre 90 kg | Doug Hepburn | 467,5 | John Davis | 457,5   | Humberto Selvetti | 450,0  |

## Medagliere
| Posiz. | Nazione          | Oro | Argento | Bronzo | Totale |
| ------ | ---------------- | --- | ------- | ------ | ------ |
| 1      | Unione Sovietica | 3   | 3       | 1      | 7      |
| 2      | Stati Uniti      | 3   | 2       | 1      | 6      |
| 3      | Canada           | 1   | 0       | 0      | 1      |
| 4      | Egitto           | 0   | 2       | 2      | 4      |
| 5      | Argentina        | 0   | 0       | 1      | 1      |
| 5      | Cecoslovacchia   | 0   | 0       | 1      | 1      |
| 5      | Svezia           | 0   | 0       | 1      | 1      |
| Totale | Totale           | 7   | 7       | 7      | 21     |

## Classifica a squadre
Il sistema di punteggio è basato sui punti distribuiti per l'esercizio totale in base allo schema adottato nel 1948:
| Pos. | Squadra          | Punti |
| ---- | ---------------- | ----- |
| 1    | Unione Sovietica | 24    |
| 2    | Stati Uniti      | 22    |
| 3    | Egitto           | 8     |
| 4    | Canada           | 5     |
| 5    | Argentina        | 1     |
| 6    | Cecoslovacchia   | 1     |
| 7    | Svezia           | 1     |